# 덴랴쿠
덴랴쿠(일본어: 天暦)는 일본의 연호 중 하나이다.
- 전후 : 덴교(天慶) 이후 - 덴토쿠(天徳) 이전.
- 시기 : 947년 ~ 956년
- 천황 : 무라카미 천황

## 개원
- 덴교 10년 4월 22일(율리우스력 947년 5월 15일)에 개원하여
- 덴랴쿠 11년 10월 27일(율리우스력 957년 11월 21일) 덴토쿠로 개원되었다.

## 출전
『논어』의 「天之暦數在爾躬」에서 출전했다.

## 덴랴쿠 시기에 일어난 일
- 원년
  - 4월 26일 : 후지와라노 사네요리・모로스케 형제가 좌대신・우대신으로 승진하였다. 이로써 아버지인 관백 겸 태정대신 후지와라노 다다히라와 함께 태정관(太政官)의 윗자리를 독점하게 되었다.
  - 6월 26일 : 세이사이타이쇼군(征西大将軍)으로서 후지와라노 스미토모의 해적단을 토벌한 공을 세웠던 참의(参議) 겸 민부경(民部卿) 후지와라 노 다다부미가 사망했다.
- 3년
  - 8월 14일 : 914년(엔기 14년) 이래 오랫동안 태정관의 수장이었던 후지와라노 다다히라가 사망하여, 데이신코(貞信公)란 시호가 추증되었다.
  - 9월 29일 : 요제이 상황이 사망하였다. 요제이 상황이 상황 자리에 65년간 재위한 기간은 일본사에서는 1위로, 2위인 레이제이 천황의 기간에 비해 월등히 길다.
- 4년
  - 무라가미 천황과 후지와라노 모로스케의 큰딸 후지와라노 안시 사이에서 노리히라 친왕이 태어나다. 노리히라 친왕은 태어난 지 얼마 되지 않아 태자가 되었으며, 이후 레이제이 천황으로 즉위한다.

## 서력과의 대조표
| 덴랴쿠      | 원년       | 2년        | 3년        | 4년        | 5년        | 6년        | 7년        | 8년        | 9년        | 10년       |
| ----------- | ---------- | ---------- | ---------- | ---------- | ---------- | ---------- | ---------- | ---------- | ---------- | ---------- |
| 서기 (西紀) | 947년      | 948년      | 949년      | 950년      | 951년      | 952년      | 953년      | 954년      | 955년      | 956년      |
| 간지 (干支) | 정미(丁未) | 무신(戊申) | 기유(己酉) | 경술(庚戌) | 신해(辛亥) | 임자(壬子) | 계축(癸丑) | 갑인(甲寅) | 을묘(乙卯) | 병진(丙辰) |
| 덴랴쿠      | 11년       |            |            |            |            |            |            |            |            |            |
| 서기 (西紀) | 957년      |            |            |            |            |            |            |            |            |            |
| 간지 (干支) | 정사(丁巳) |            |            |            |            |            |            |            |            |            |

## 같이 보기
- 일본의 연호 일람

| 이전 덴교 | 일본의 연호 947년 ~ 955년 | 다음 덴토쿠 |